# ムラサキウニ
ムラサキウニ（紫海胆、学名: Heliocidaris crassispina）は、ナガウニ科に属するウニの一種。日本沿岸に広く分布し、生殖腺を食用とする。

## 特徴
殻径5 - 6 cm、殻高3 cm程度になるウニ。多数の長い棘を持つ。種小名 crassispina は、crassus（太い） + spina（棘）を表している。全体に暗紫色を呈することが多く、裸殻は灰色。雌雄異体だが、外見から判別することはできない。

## 分布
日本海では青森県以南、太平洋では茨城県以南、また中国南東部沿岸、台湾の、潮間帯から浅海の岩礁等に普通に見られる。

## 生態
産卵期は5月から8月。低緯度地域では早くから始まり、期間が長い傾向にある。受精卵はおおよそ24時間で二腕プルテウス幼生となり、約1か月で四腕-六腕-八腕プルテウスを経て稚ウニとなる。寿命は9年程度。
主に海草や海藻を食べて生活している。実際には雑食性で、ヒトデや死んだ魚のほか、コケムシやサンゴなど、近くに海藻が無い時には割と何でも食べるが、あまり成長がよくないので、海藻を求めてたくさんある足で海底を移動する。海藻を非常によく食べるので、人間が養殖している昆布などを食べ尽くす食害を起こすことがある。
飢餓に強く、海草が死滅する「磯焼け」と呼ばれる状態になっても長期間生き続けることができる。
天敵はラッコ。ムラサキウニは鋭い棘があって食べるのが難しいが、ラッコは手で石に打ちつけてムラサキウニを割ることができる。

## 磯焼けとの関係

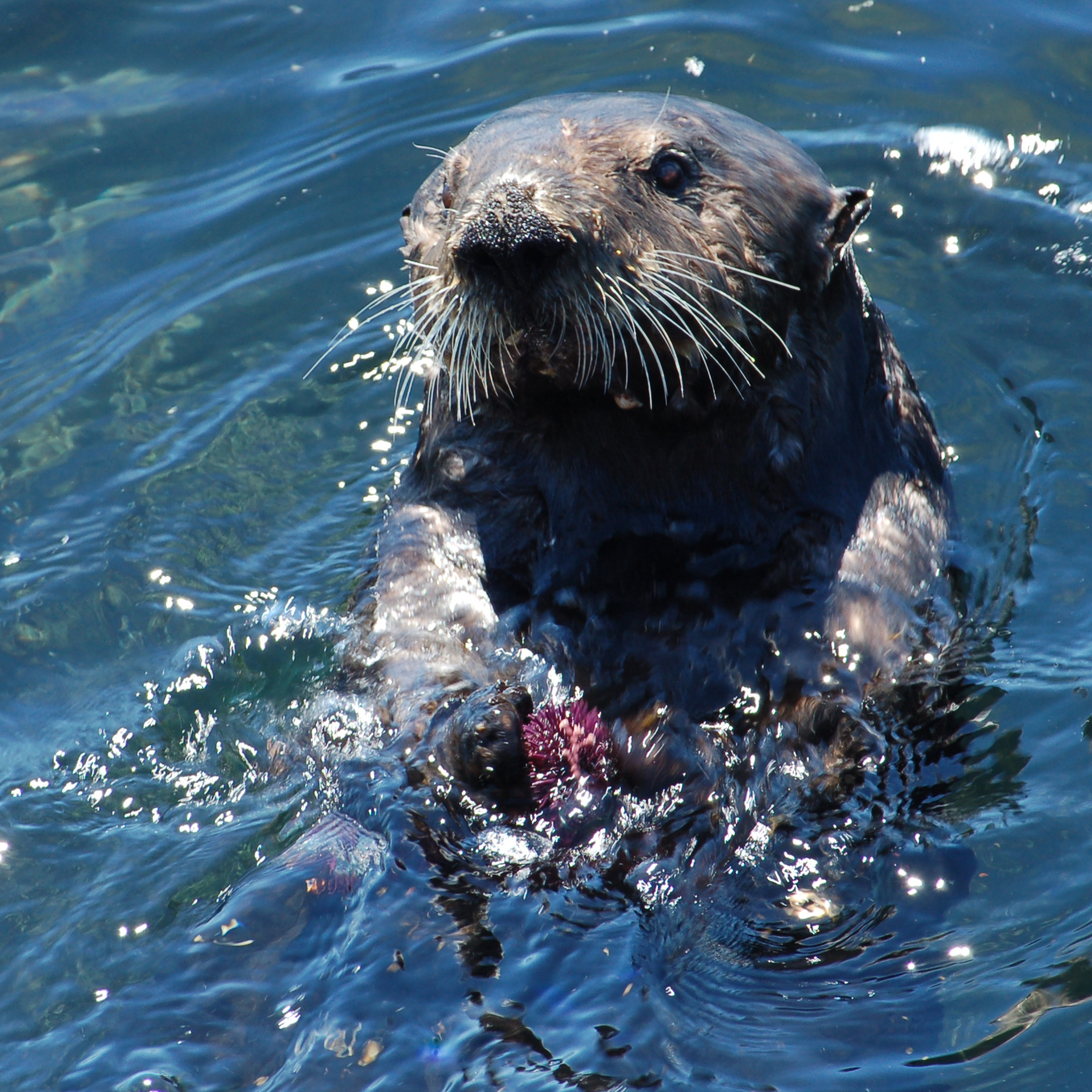
アカウニを捕食するラッコ。ラッコはウニを好んで食べる。

健全なムラサキウニは非常に発達した生殖腺を持ち、食用になるので水産資源として扱われるが、「磯焼け」の海底にいるムラサキウニは飢餓状態であり、成長不良のために中身が少なく食用にならない。そのため、単に海藻を食害して磯焼けを引き起こすだけの有害生物として、駆除の対象になっている。
海底の海藻が死滅する「磯焼け」の状態になると、それまで生えていた褐藻類に代わってサンゴモ類が優占し、同時にムラサキウニが大発生した状態になる。そのため、ムラサキウニが海藻を食べ尽くしてしまったことが、磯焼けの原因の一つとひとつとされているが、磯焼けは海底が高温貧栄養状態に置かれたことによって褐藻類を主とする海藻の成長が阻害され、捕食者と被食者のバランスが崩れた結果、褐藻類がムラサキウニに食べ尽くされてしまったことによる。したがって、ムラサキウニが全部悪いわけではない。しかし、ムラサキウニが磯焼けの海底にせっかく生えてきた海草を生えるそばから食べてしまうため、ムラサキウニの摂食圧によって磯焼けが持続する結果になっているのは事実である。
健全な環境においては、サンゴモ類は褐藻類に覆い隠されながら生活し、また褐藻類はムラサキウニの生育を阻害するポリフェノールを分泌することからムラサキウニもあまり増えず、結果として生態系のバランスが取れている。磯焼けの状態では褐藻類が衰退し、サンゴモ類のみが優占する状態になる。サンゴモ類はムラサキウニの成長を促すジブロモメタンを分泌するため、ひとたび磯焼けが起こった場合、ムラサキウニが大発生することになる。また、サンゴモ類はムラサキウニの摂食を阻害する物質も出すため、サンゴモ類はあまりムラサキウニに食べられず、逆に邪魔な褐藻類の芽生えをムラサキウニが食べてくれるため、サンゴモ類が優占する状態が持続することになる。磯焼けは、サンゴモ類以外は何も生えない「海の砂漠」と呼ばれる状態であるが、サンゴモ類にとってはむしろ天国である。
磯焼けは、ムラサキウニなどの捕食者を排除し、ウニが入ってこないように網で囲いをし、海藻の苗を植える藻場の造成を行うことによって回復できるが、囲いを行った部分以外は磯焼けのままであり、またこれを行うと従来は水産資源となっていたムラサキウニが取れなくなるため、磯焼け以前の状態に完全に戻るわけではない。一方で、海底の環境が回復すると、一面のサンゴモの砂漠でも速やかに様々な生物が共存する海中林に戻る。磯焼けのメカニズム自体がまだはっきりと解明されたわけではないが、磯焼けを食い止めて、海藻とムラサキウニが共存する豊かな環境を回復するための取り組みが各地で行われている。
なお、磯焼けの原因としては、海流の変化や地球温暖化などの自然的要因、ダムの放水などの人為的要因のほかに、ウニを食べるラッコの減少があり、ラッコが減少したためにムラサキウニが増えすぎて磯焼けが発生した事例がある。ラッコは普段は水産資源であるムラサキウニを食べる害獣として扱われるが、ラッコがウニを食べることによって海藻やウニなどの豊かな水産資源を生み出す環境が逆に守られているなど、自然は複雑なバランスの上で成り立っている。

## 利用
食用とされるほか、発生学のモデル生物として生殖細胞が利用される。

### 食用
日本で食べられている主要な4種類のウニ（ムラサキウニ、キタムラサキウニ、バフンウニ、エゾバフンウニ）の一つで、生殖腺が食用となる（これら以外にも、日本ではアカウニやシラヒゲウニなどが食されているが、漁獲量は少ない）。生殖腺がもっとも発達する産卵期の6月から8月にかけてが旬。雄雌の違いは、よく見ると卵巣は色が濃く、精巣は色が薄いという区別がある。また卵巣よりも精巣の方が濃厚で美味しいという人もいるが、素人にはほとんど区別できず、食材として流通する場合、基本的に雄雌は区別されない。
生殖腺の色から、バフンウニとエゾバフンウニが赤雲丹（あかウニ）と呼ばれるのに対し、ムラサキウニとキタムラサキウニは白雲丹（しろウニ）と呼ばれる。ムラサキウニとキタムラサキウニはよく見ると外見が少し違う以外に、主な生息地や旬などが違う。またムラサキウニよりもキタムラサキウニの方が濃厚で美味しいという人もいるが、素人にはほとんど区別できず、「白ウニ」として流通する場合、基本的に両者は区別されない。
ウニは採取すると数日で生殖腺が崩れてしまうため、型くずれを防ぐためにミョウバン洗浄された「板ウニ」として全国に流通するが、ミョウバンには特有の苦味や臭みがあるため、これを嫌う人も多い。現地では、生殖腺を採取して塩水につけただけの「塩ウニ」、殻に付いたままの「生ウニ」、殻ごと焼いた「焼きウニ」などの料理も賞味されている。
神奈川県で養殖の研究が行われており、特に三浦半島名産のキャベツが好物だという。「磯焼け」に苦しんでいる三浦半島のムラサキウニは、天然ものは食用となる生殖巣があまり育たないことから食用にはならないが、好物のキャベツを与えて養殖するとキタムラサキウニに近い味となることが確認されている。神奈川県水産技術センターはこれを「キャベツウニ」として商標登録し、規格外野菜の有効活用と磯焼け対策、ウニの商品価値向上を組み合わせることをめざしている。

## 歴史
古来「ウニ（棘甲贏）」と呼ばれ、「ガゼ（甲贏）」と呼ばれていたバフンウニとともに食用にされてきた。

## 形態が似た種
| 画像                           | 和名（学名）                                                            | 分布                                                                                             | 特徴                                                                             |
| ------------------------------ | ----------------------------------------------------------------------- | ------------------------------------------------------------------------------------------------ | -------------------------------------------------------------------------------- |
|                                | purple sea urchin (Heliocidaris erythrogramma Valenciennes, 1846)       | オーストラリア近海に生息する固有種。                                                             | ムラサキウニより明るい紫色で、10cmを超える大型のウニ。                           |
|                                | アカウニ (Pseudocentrotus depressus A. Agassiz, 1863)                   | 太平洋岸は茨城県から九州南部の浅海に分布。ムラサキウニよりやや暖海を好み、深場にいることが多い。 | 色合いが赤褐色を中心に、淡赤褐色から濃赤褐色となる。                             |
| 北海道礼文島のキタムラサキウニ | キタムラサキウニ (Mesocentrotus nudus A. Agassiz, 1863)                 | 日本では北海道以北の、比較的冷たい海に分布する。                                                 | 大きさ、外見はムラサキウニに酷似するが、裸殻が緑色から紫色、棘が暗緑色を呈する。 |
|                                | green sea urchin (Strongylocentrotus droebachiensis O. F. Müller, 1776) | 太平洋および大西洋の高緯度の海に分布。大きさは5cm程度。                                          | 大きさ、外見はムラサキウニに類似するが、棘が短く緑色を呈する。                   |